# Деррон, Джули
Джули Деррон (нем. Julie Derron; род. 10 сентября 1996, Цюрих) — швейцарская триатлонистка. Является серебряным призёром летних Олимпийских игр 2024 года.
Выиграла чемпионат Европы по триатлону 2021 года. Является бронзовым призёром в смешанной эстафете на чемпионате Европы по триатлону 2022 года, а также серебряным призёром в 2024 году и бронзовым призёром в 2023 году на чемпионате мира по триатлону в смешанной эстафете.

## Карьера
В 2017 году выиграла триатлон в Альп-д’Юэзе. В 2019 году выиграла чемпионат Европы по триатлону в спринте в Казани.
В 2021 году выиграла чемпионат Европы по триатлону в Валенсии, Испания. В 2022 году завоевала бронзовую медаль в смешанной эстафете на чемпионате Европы по триатлону в Мюнхене, Германия.
В 2023 году стала бронзовым призёром чемпионата мира по триатлону в смешанной эстафете в Гамбурге.
В 2024 году одержала победу на Кубке мира в Чэнду. В июне 2024 года улучшила рекорд трассы на Challenge Walchsee-Kaiserwinkl. В июле 2024 года стала серебряным призёром чемпионата мира по триатлону в смешанной эстафете.
31 июля 2024 года на летних Олимпийских играх в Париже завоевала серебряную медаль в женском триатлоне. Стала одним из знаменосцев Швейцарии на церемонии закрытия вместе с пловцом Романом Митюковым.

## Личная жизнь
Её дедушка был чемпионом Швейцарии по плаванию. Её сестры Нина и Мишель также принимают участие в триатлоне.